# سبیل

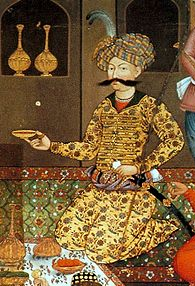
شاه عباس اول

سبیل، شارِب، موی پشتِ لب یا بُروت مویی است که بر بالای لب فوقانی می‌روید. موی چانه و گونه ریش نام دارد. در طول تاریخ سبیل چخماقی نشان بارز مردانگی بوده است.
سبیل همچنین نشانه‌ای دینی به‌شمار می‌رود. در آیین یارسان، سبیل به عنوان یک نشانهٔ مذهبی دارای حرمت است و به ویژه سبیل بلند، یک مرد پیروی یارسان را از غیر یارسان متمایز می‌کند.

## مراحل رشد
نوجوانی دورهٔ آغاز رشد موهای صورت در مردان است و این فرایند از سبیل آغاز می‌شود. اگرچه همانند بسیاری از فرایندهای بیولوژیک، این امر نیز بسته به عوامل ژنتیکی و محیطی تفاوت دارد.

## تاریخچه
اگرچه اصلاح صورت، ممکن است به دوران نوسنگی بازگردد، ولی قدیمی‌ترین سندی که برداشتن سبیل به تنهایی دلالت می‌کند، تصویری از یک سوارکار ایرانی مربوط به ۳۰۰ سال پیش از میلاد مسیح و بر روی فرش پازیریک است.

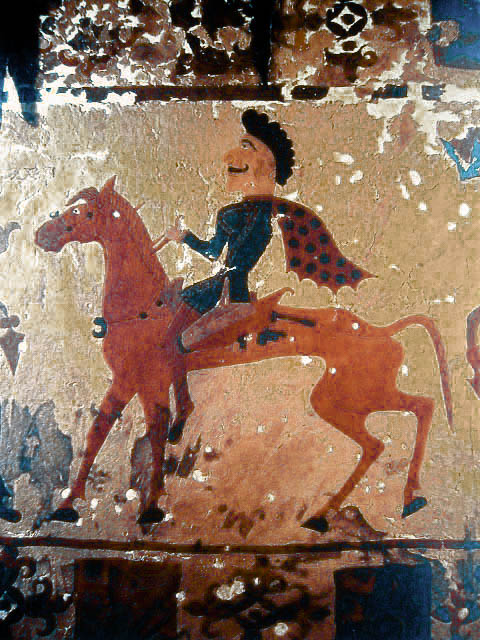
سوارکار ایرانی روی فرش پازیریک

در نقش برجسته‌های باستانی ایران هخامنشی، مادها و پارس‌ها با ریش تصویر شده‌اند و تراشیدن ریش و سبیل برای مردان و همچنین بریدن گیسوی زنان فقط به عنوان یک تنبیه و مجازات انجام می‌شده است. با کاهش اهمّیت ریش در دوران اشکانیان و ساسانیان، سبیل از ارج و رونق برخوردار گردید. با حملهٔ اعراب به ایران، مجدداً مردان به رسم عربان به گذاشتن ریش روی آوردند. در دوره مغول‌ها، ریش موقتاً اعتبار خود را از دست داد و سبیل چنگیزی مد شد.
در دوره صفویان، شاه اسماعیل یکم به داشتن سبیل‌های دراز مفتخر بوده و با نمایش آنها، قدرت نمایی می‌نموده است. شاه عباس کبیر نیز از ریش دل خوشی نداشت و بر اساس فرمانی که ابتدا به دربار ابلاغ و سپس عمومی شد، همه مردان از جمله روحانیون مکلف به تراشیدن ریش خود شدند. شاعری درباری ماده تاریخ این فرمان را به این شکل به نظم درآورده است.
| تراشیدم چو موی ریش از بیخ |  | «تراش مویم» آمد سال تاریخ |

که بر این اساس، سال این ریش‌تراشی (تراش مویم به حساب ابجد) ۹۹۷ محاسبه می‌شود. سال عمومی شدن این حکم ۱۰۰۷ بوده است. علاقه شاه عباس به سبیل گذاشتن مردان به حدی بود که حقوق و دستمزد سپاهیان، به طول سبیل آنان مرتبط شد. بدین ترتیب، سبیل‌های بلند و از بناگوش آویخته رونق یافت. گاه اضافه حقوق سبیل به مردم ولایتی حواله می‌شد و همین حواله موجب شد اصطلاح «باج سبیل» شکل بگیرد.
اگرچه در دوره افشاریه و زندیه، پادشاهان ایران ریش داشته‌اند، ولی در دوره قاجار سبیل مجدداً اهمیت خود را بازیافت. در دوره سلطنت ناصرالدینشاه و حکومت کامران میرزا بر تهران، عساکر تهران سبیل‌هایی به اشکال مختلف داشتند. با کاسته شدن اهمیت سبیل، برخی پادشاهان معاصر مانند احمدشاه و محمدرضا پهلوی ریش یا سبیل نداشتند.

## انواع سبیل

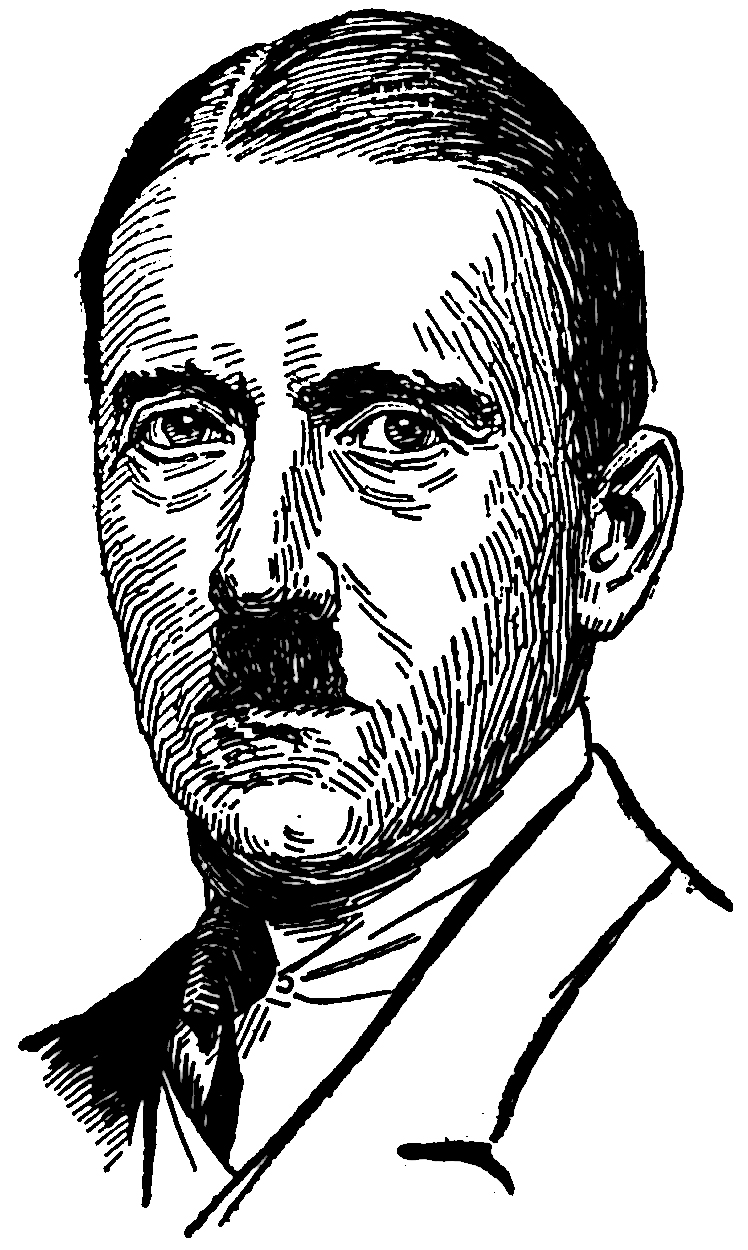
سبیل هیتلری

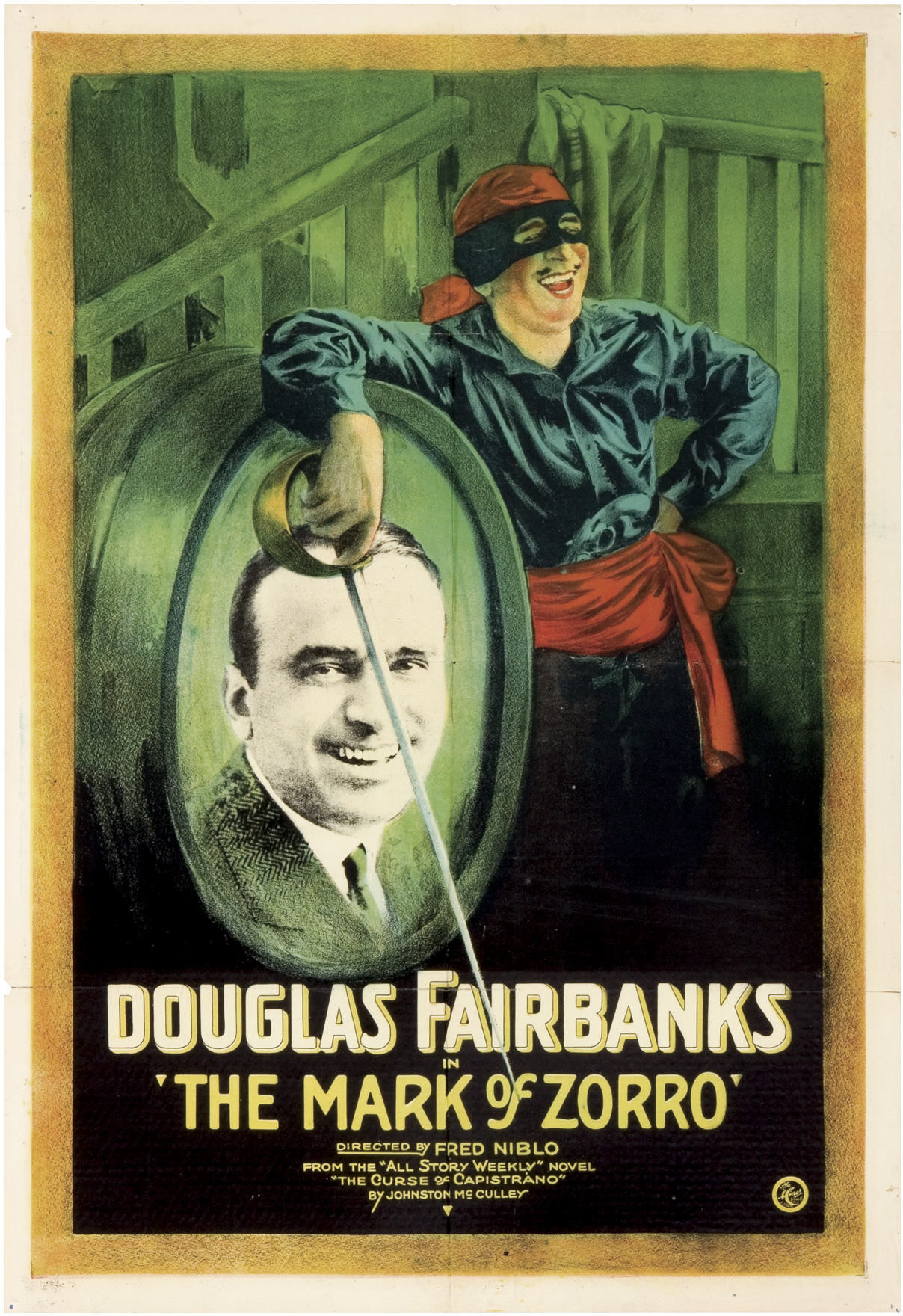
داگلاس فیربنکس نخستین بازیگر نقش زورو

در مسابقات جهانی انواع سبیل‌ها به شش دسته گوناگون تقسیم می‌شوند. در سایر ملل، طبقه‌بندی‌های دیگری برای سبیل وجود دارد. از سوی دیگر، برخی از انواع مدل‌های سبیل، وابسته به اشخاص بوده و نام خود را از اولین (یا معروف‌ترین) صاحب خود گرفته‌اند. سبیل هیتلری، داگلاسی، استالینی و چنگیزی از این نوعند.
در ایران انواع سبیل‌های زیر، در دوره‌هایی مد (پوشاک) بوده است:
- سبیل معمولی: که پشت لب بالارا به‌طور متوسط پوشانده نمره ۴ و کوتاهتر زده می‌شد.
- سبیل داش مشدی‌ها و لوطی‌ها: که باید کلفت سرتاسری تا چاک دهان بدون آب خوری بود.
- سبیل درویشی: که باید کلفت سرتاسری شارب دار بوده تمام لب بالاو قسمتی از دهان و در بعضی از موارد تمام چاک دهان را بپوشاند.
- سبیل پر: تا چاک دهان برای سالمندان وزین که از دو طرف به سمت کنار و سرهایشان رو به پائین شانه زده شود.
- سبیل استالینی: شبیه سبیل اعیانی یا سالمندی با کمی آب خور.
- سبیل پهلوانی: که آن را هر چه زیادتر کلفت و پر و کشیده ساخته دو طرفش را با پیوند به موهای گونه (پیوند ریش و سبیل) داده به طرف گوش‌ها می‌بردند.
- سبیل چخماقی[۸]
- سبیل کلفت یا پُرپُشت: که برگشتگی ندارد
- سبیل چنگیزی یا قیطانی
- سبیل افراشته
- سبیل از بناگوش دررفته
- سبیل مگسی
- سبیل مسواکی (هیتلری نیز می‌گویند)
- سبیل داگلاسی (منسوب به داگلاس فیربنکس نخستین بازیگر نقش زورو) که از قد و پهنا کوتاه شده، بالا و بغلشان تراشیده و نازک گردید.
- سگ سیبیل

## مسابقات بین‌المللی
مسابقات بین‌المللی برای انتخاب عجیب‌ترین، زیباترین یا پرپشت‌ترین سبیل‌ها تا سال ۲۰۰۷ به صورت دوسالانه و از آن به بعد همه ساله برگزار می‌شود. شرکت کنندگان در اینگونه مسابقات، «نشان دادن مردانگی» را از دلایل برگزاری این مسابقات می‌دانند. این مسابقات در سه کلاس و چندین گروه مختلف انجام شده و شرکت کنندگان در دسته تخصصی خود با دیگران به رقابت می‌پردازند. نام برندگان این مسابقات در کتاب رکوردهای جهانی گینس ثبت می‌شود. شرکت کنندگان این مسابقات سبیل خود را به شکل‌هایی مانند دروازه شهرها، اسکله‌ها و حتی پل‌ها تزئین می‌کنند.
طولانی‌ترین رکورد ثبت شده برای سبیل، متعلق به فردی در هندوستان است که در سال ۲۰۰۴ ثبت شده است. او با کوتاه نکردن سبیل خود به مدت ۲۲ سال، موفق شد به رکورد سه متر و هشتاد سانتی‌متر دست پیدا کند. این رکورد در کتاب رکوردهای گینس نیز ثبت شده است.

## فرهنگ و هنر
فیلم ایرانی سبیل مردانه با مضمون سبیل ساخته شده است.
در زبان فارسی اصطلاحات و ضرب‌المثل‌هایی با مضمون مشابه وجود دارد.
- سبیل کسی را دود دادن
- تار سبیل گرو گذاشتن
- از ریش به سبیل پیوند زدن
- سبیل کسی را چرب کردن
- آویزان شدن سبیل
- زیر سبیلی رد کردند

## دیدگاه ادیان

### اسلام
در اسلام داشتن سبیل بلند عملی ناپسند و ناشایست دانسته شده است. در مقابل، گذاشتن ریش به عنوان نشانه‌ای اسلامی مورد تأکید قرار گرفته شده است. از پیامبر اسلام نقل شده است:

«لا یُطَوِّلنَّ اَحدکم شاربَهُ، فانَّ الشِّیطانَ یتّخذهُ مخبَأَ یستَتِرُ بِهِ».
سبیلتان را بلند نگه ندارید، زیرا شیطان آنجا را جایگاه خود قرار می‌دهد و در آنجا مخفی می‌شود.

#### فلسفه تراشیدن سبیل و فایده‌های آن
1. نشانه مسلمان:
از محمد روایت شده است که فرمود: «شارب[توضیح ۱] را از ته بگیرید و ریش را بلند کنید تا شبیه یهودیان و زردشتیان نشوید».[۱۷][۱۸]
در حدیث دیگری فرمود: «هر که شارب خود را نگیرد از ما نیست».[۱۸]
2. نابودی میکروب:
در روایت دیگری فرمود: «شارب خود را بلند نکنید که شیطان [میکروب] در آن جا خوش می‌کند و پنهان می‌شود».[۱۸][۱۹]
3. رفع غم و وسواس:
از جعفر صادق روایت شده است که فرمود: «گرفتن شارب، رفع غم و وسواس را به ارمغان می‌آورد».[۲۰]
4. رفع درد دندان و چشم:
از محمد روایت شده است که فرمود: «هر کس در روز شنبه و پنجشنبه شارب و ناخن خود را بگیرد، از درد دندان و چشم عافیت یابد».[۲۱][۲۲]

#### وقت و مقدار گرفتن شارب
1. از محمد روایت شده است که فرمود: «مستحبّ است موی شارب را به‌قدری کوتاه کند که به جلوی لب بالا برسد».[۱۸][۲۳]
2. در حدیث آمده است که جعفر صادق شارب خود را از ته می‌تراشید.[۱۸][۱۹]
3. از جعفر صادق روایت شده است که فرمود: «گرفتن شارب و ناخن از جمعه تا جمعه بعد، انسان را از بیماری خوره حفظ می‌کند».[۲۳][۲۴]
4. در حدیث است که کسی خدمت جعفر صادق رسید و از او دعایی خواست که باعث فزونی رزق و روزی‌اش شود. حضرت فرمود: «شارب و ناخن خود را در روز جمعه بگیر».[۲۵][۲۶]

در صدر اسلام، پیامبر اسلام برای خسروپرویز نامه نوشت و او نامهٔ محمد را پاره کرد. چنان‌که در تاریخ طبری آمده، خسروپرویز به باذان فرمانروای یمن نامه نوشت و از او خواست که دو نفر را از طرف او نزد محمد بفرستند. باذان نیز دو نفر به نام‌های خسرو و بابویه نزد محمد فرستاد. هنگامی که آن دو نفر نزد محمد رسیدند، ریش خود را تراشیده و سبیل داشتند. پیامبر با دیدن آن‌ها به سبیل گذاشتن‌شان ایراد گرفته و می‌گوید به گفتهٔ چه کسی این کار را کرده‌اید؟ بابویه و خسرو جواب می‌دهند: «پروردگار ما چنین گفته است»؛ و محمد نیز می‌گوید: «ولی پروردگار من گفته ریش بگذارم و سبیل بسترم» و «بروید و فردا پیش من آیید».

### یارسان
در آیین یارسان، سبیل به عنوان نشانه‌ای دینی برای مرد یارسان، به شدت مورد تأکید واقع شده و بر آن توصیه شده است. چنانچه در این آیین تراشیدن و زدن سبیل گناهی بزرگ محسوب و موجب خروج از دین می‌شود. در سرانجام کتاب مقدس یارسان، از زبان داود که وسوار آمده است:
| سێوێل یار شوڕه‌ن وه رووی لێوانا |  | تا یار بناسۆ خێش وه بیگانا |

سبیل پیروی آیین یاری بلند است و روی لب‌ها را می‌پوشاند، تا یار، خودی را از بیگانه باز بشناسد.

همچنین آمده است:
| بزانان یاران پهٔ دیاریتانا  |  | ئه‌ر تاڵێ چه‌نێش که‌رۆ نفلانا  |
| بێ به‌ش مه‌ودێ چه ئی ئه‌رکانا |  | به‌شش بڕیاوه‌ن نا نویچه‌و نانا |

...
| نه موتیع پیر نه وه خوانا      |  | بڕیاوه‌ن به‌شش چه ئی دۆنانا  |
| ئه‌ر رۆژی سه‌د گاو که‌رۆ قوروانا |  | کردارش مه‌بۆ وه پوێش و کانا |

بدانید ای یاران! اگر تاری از سبیل کسی از بین برود، از ارکان دین بی‌بهره مانده و سهمش از خوراک و نذر مقدس بریده خواهد شد… او دیگر نه پیروی امر پیر خود و نه پیروی خدا خواهد بود و بهره اش از خدا و پیر قطع می‌شود. اگر روزی صد گاو قربانی کند، باز هم کردارش همچون کاه و خاشاک بیهوده خواهد بود.

علاوه بر یارسان، سلسله‌های مختلف تصوف مانند نعمت‌اللهی، خاکساریه و … نیز هر یک تاحدودی به حفظ شارب و بلند نگهداشتن آن برای مردان باور دارند.